# 双村駅
双村駅（サンチョンえき）は、大韓民国光州広域市西区双村洞にある光州都市鉄道1号線の駅である。駅番号は(111)。

## 駅構造
- 相対式ホーム2面2線の地下駅。

## 駅周辺
- 光州花亭初等学校
- 西光州郵便局
- 尚武市場
- 瑞光初等学校
- 現代アパート
- 獬豸アパート
- 尚武1洞住民センター
- 尚武2洞住民センター
- 光州女子高等学校

## 歴史
- 2004年4月28日 - 開業。

## 写真

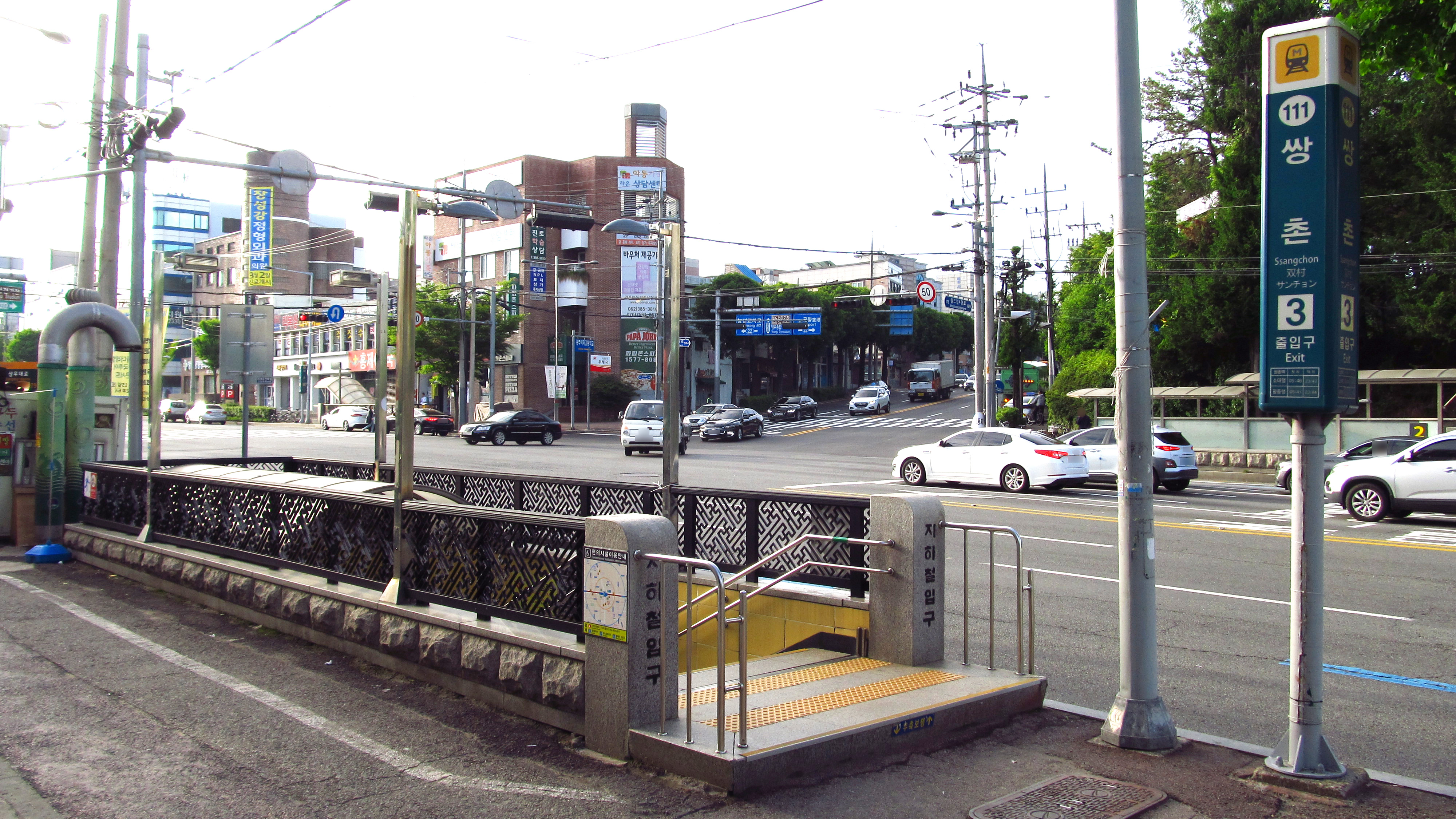
3番 出入口
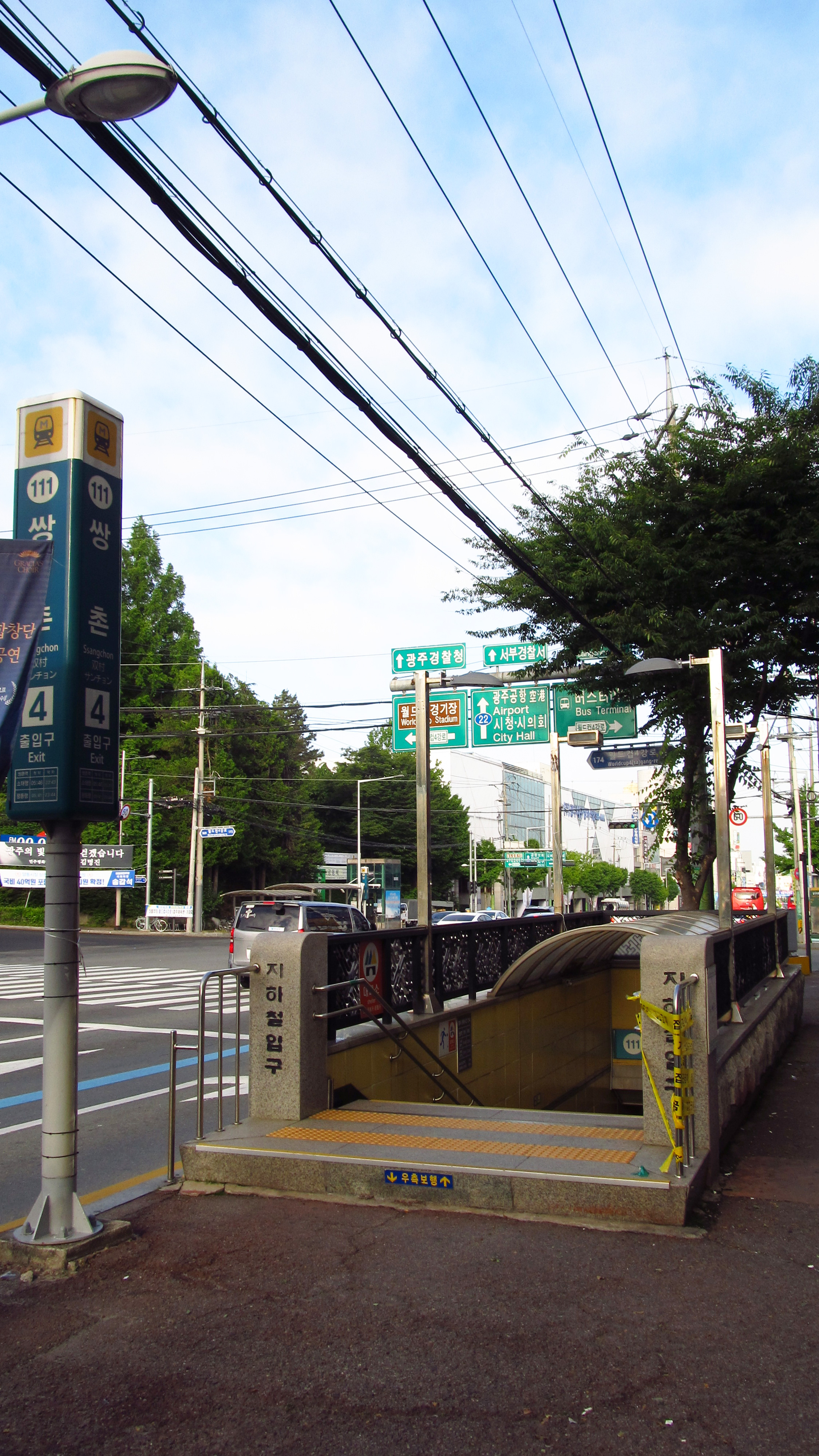
4番 出入口
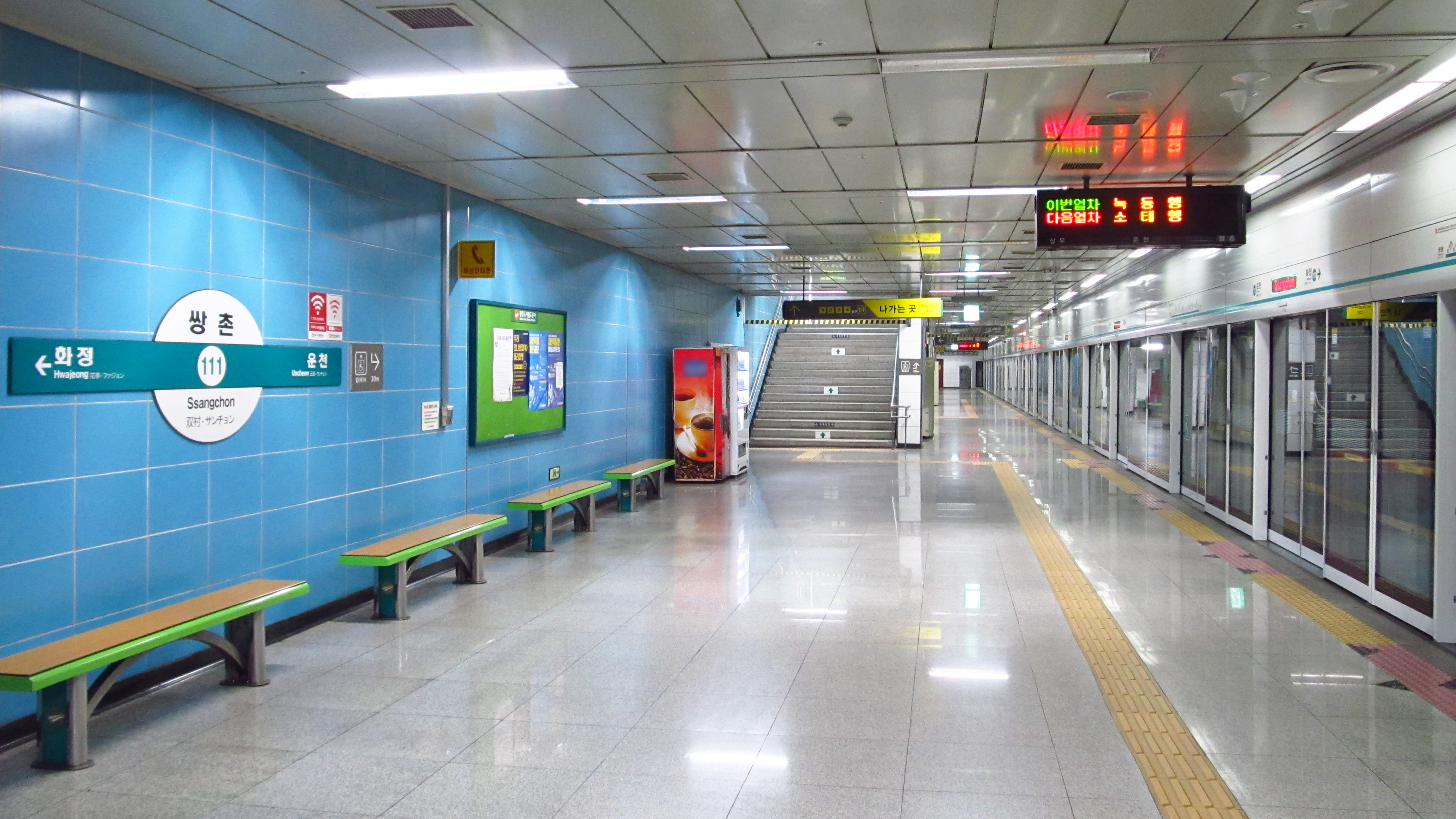
ホーム

## 隣の駅
光州交通公社
●1号線
花亭駅 (110) -  双村駅 (111) - 雲泉(湖南大入口)駅 (112)